# Artemʹev (månekrater)
Artemʹev er et nedslagskrater på Månen. Det befinder sig på Månens bagside og er opkaldt efter den sovjetiske raketingeniør Vladimir Artemyev (1885-1962).
Navnet blev officielt tildelt af den Internationale Astronomiske Union (IAU) i 1970. 

## Omgivelser
Tsanderkrateret ligger sydvest for Artemʹev. Længere mod sydøst ligger det enorme Hertzprung bjergomkransede bassin. 

## Karakteristika
Kraterranden er ændret af senere nedslag i nærheden, så der er en indadgående bugtning langs den sydvestlige rand, og et nedslidt nedslagskrater ligger over den nordlige rand. Satellitkrateret "Artemʹev G" er delvis dækket af Artemʹevs sydøstlige rand. Kraterbunden er relativt flad og udviser kun få småkratere.

## Satellitkratere
De kratere, som kaldes satellitter, er små kratere beliggende i eller nær hovedkrateret. Deres dannelse er sædvanligvis sket uafhængigt af dette, men de får samme navn som hovedkrateret med tilføjelse af et stort bogstav. På kort over Månen er det en konvention at identificere dem ved at placere dette bogstav på den side af satellitkraterets midte, som ligger nærmest hovedkrateret. Artemʹevkrateret har følgende satellitkratere:
| Artemʹev | Længde  | Bredde   | Diameter |
| -------- | ------- | -------- | -------- |
| G        | 10.3° N | 142.8° W | 60 km    |
| N        | 8.3° N  | 143.3° W | 30 km    |

## Måneatlas
- Billeder af Artemʹevkrateret i LPI-måneatlasset